# Farrukhzad Khosrau V
Farrukhzad Khosrau V là vua của đế chế Sassanid trong một thời gian ngắn từ tháng 3 năm 631 đến tháng 4 năm 631. Ông là con trai của vua Khosrau II.

## Tiểu sử
Farrukhzad Khosrau V là con trai của vua Khosrau II. Người cha của ông được cho là đã có một shabestan với hơn 3.000 phi tần, chúng ta không biết liệu rằng một trong những phi tần đó là mẫu thân của ông hoặc có thể mẫu thân của ông là người vợ được Khosrau sủng ái nhất, Shirin. Farrukhzad Khosrau V cũng có nhiều anh chị em ruột cùng cha khác mẹ có tên là Mardanshah, Juvansher, Borandukht, Kavadh II, Shahriyar, và Azarmidokht.
Năm 628, cha của ông đã bị các nhà quý tộc Sassanid lật đổ, họ vốn ủng hộ người anh trai Kavadh II của ông, ngay sau khi lên ngôi, ông ta đã cho hành quyết tất cả những người anh em của mình. Dẫu vậy, Farrukhzad Khosrau đã cố gắng chạy trốn đến một pháo đài gần Nisibis, ông đã ẩn náu tại đây. Năm 631, ông đã được một quý tộc Sassanid tên là Zadhuyih đưa đến Ctesiphon. Ở nơi đây, ông đã được tôn lên làm vua của đế chế Sassanid. Tuy nhiên, chỉ một tháng sau, ông đã phải đối mặt với một cuộc nổi dậy và sau đó ông đã bị lật đổ và sát hại.